# Худолей, Олег Николаевич
Худолей Олег Николаевич (укр. Худолій Олег Миколайович, род. 22 февраля 1954, Люботин) — украинский ученый, доктор наук по физическому воспитанию и спорту, профессор, академик Академии наук высшей школы Украины.

## Биография
Родился в Люботине Харьковской области. Окончил с отличием Харьковский государственный педагогический институт (1975) по специальности «физическое воспитание», квалификация учитель физической культуры.
После службы в армии, с 1977 года работает в Харьковском государственном педагогическом институте (ныне Харьковский национальный педагогический университет имени Сковороды) — преподавателем, старшим преподавателем (1984—1987), доцентом (1987—1998), заведующим кафедрой (с 1998). Занимал должность декана факультета физического воспитания и спорта (2012—2015). Сейчас работает заведующим кафедрой теории и методики физического воспитания, оздоровительной и лечебной физической культуры.
Защитил кандидатскую диссертацию «Эффективность обучения гимнастическим упражнениям детей 8—10 лет при различных режимах тренировочных занятий» в специализированном ученом совете НИИ физиологии детей и подростков АПН СССР. Кандидат педагогических наук (1983).
Ученое звание доцента присвоено в 1988 году, профессора — в 2011 году.
Защитил докторскую диссертацию «Теоретико-методические основы системы подготовки юных гимнастов 7—13 лет Архивная копия от 29 августа 2017 на Wayback Machine» в специализированном ученом совете Национального университета физического воспитания и спорта Украины. Доктор наук по физическому воспитанию и спорту (2011).
В 2012 году избран академиком Академии наук высшей школы Украины.
Кандидат педагогических наук (1983), доцент (1988), профессор (2011), доктор наук по физическому воспитанию и спорту (2011).

## Научная деятельность
Основные направления научных исследований — «Теория и методика физического воспитания», «Теория и методика профессиональной подготовки учителя физической культуры», «Теория и методика подготовки юных гимнастов».
Автор более 200 научных работ, среди которых пособия: «Методика подготовки юных гимнастов», «Основы методики преподавания гимнастики» (1997, 1998, 2004), «История физической культуры» (2004), «Общие основы теории и методики физического воспитания» (2008, 2014), монография «Моделирование процесса подготовки юных гимнастов» (2005).
Подготовил 5 кандидатов наук.
Член специализированного ученого совета по защите докторских диссертаций.
Главный редактор журнала «Теория и методика физического воспитания». Организатор научных конференций «Актуальные проблемы физкультурного образования», «Актуальные проблемы физического воспитания и спорта», «Моделирование сложных систем в области механики человека, физического воспитания и спорта».